# حاسي خبي
حاسي خَبِّي هي قرية تتتبع بلدية أم العسل بولاية تندوف الواقعة في جنوب غرب الجزائر. تقع القرية على الطريق الوطني رقم 50، الذي يربط بين مدينتي بشار وتندوف.
اسم "حاسي" يُشير في اللهجة المحلية إلى بئر ماء، مما يُرجح أن القرية نشأت حول مصدر مائي يستفيد منه السكان المحليين والعابرين والوجود في المنطقة قديم.

## الموقع الجغرافي
تتواجد حاسي خَبِّي في ولاية تندوف، إحدى أكبر الولايات الجزائرية مساحةً، ضمن الصحراء الكبرى. يمر الطريق الوطني رقم 50 عبر القرية، مما يربطها بمدينة بشار (على بُعد حوالي 400 كم شمالًا) ومدينة تندوف (على بُعد حوالي 200 كم جنوبًا). يتميز المناخ في المنطقة بطابعه الصحراوي، مع درجات حرارة مرتفعة في الصيف، برودة شتوية، وهطول أمطاري نادر.
الطريق الوطني رقم 50  يُسهل حركة نقل البضائع والأفراد بين المناطق الداخلية والحدودية في ولاية تندوف، التي تشترك في الحدود مع المغرب وموريتانيا والصحراء الغربية.

## السكان والمجتمع
يعيش في حاسي خَبِّي سكان من القبائل الصحراوية التي تُشكل النسيج الاجتماعي لولاية تندوف. يعتمد السكان المحليون على أنشطة تقليدية مثل الرعي والتجارة البسيطة وجني الترفاس. يعكس المجتمع تقاليد المناطق الصحراوية، مع تأثيرات ثقافية عربية وإسلامية. لا تتوفر إحصاءات دقيقة عن عدد السكان، لكن القرية تُعتبر صغيرة الحجم مقارنة بالمراكز الحضرية في الولاية.